# دیو انگلند
دیو انگلند (انگلیسی: Dave England؛ زادهٔ ۳۰ دسامبر ۱۹۶۹) یک هنرپیشه اهل ایالات متحده آمریکا است. وی از سال ۱۹۹۹ میلادی تاکنون مشغول فعالیت بوده‌است.